# Радослав Здравков
Радослав Здравков (болг. Радослав Здравков, нар. 30 липня 1956, Софія) — болгарський футболіст, що грав на позиції півзахисника. По завершенні ігрової кар'єри — тренер. З 2019 року очолює тренерський штаб команди «Локомотив» (Софія).
Виступав, зокрема, за клуб ЦСКА (Софія), а також національну збірну Болгарії.

## Клубна кар'єра
У дорослому футболі дебютував 1973 року виступами за команду «Локомотив» (Софія), в якій провів сім сезонів. 
Своєю грою за цю команду привернув увагу представників тренерського штабу клубу ЦСКА (Софія), до складу якого приєднався 1980 року. Відіграв за армійців з Софії наступні шість сезонів своєї ігрової кар'єри. Більшість часу, проведеного у складі софійського ЦСКА, був основним гравцем команди.
Згодом з 1986 по 1993 рік грав у складі команд «Шавіш», «Брага», «Пасуш ді Феррейра», «Фелгейраш» та «Янтра».
Завершив ігрову кар'єру у команді «Літекс», за яку виступав протягом 1993—1994 років.

## Виступи за збірну
У 1975 році дебютував в офіційних матчах у складі національної збірної Болгарії. Протягом кар'єри у національній команді, яка тривала 14 років, провів у її формі 75 матчів, забивши 10 голів.
У складі збірної був учасником чемпіонату світу 1986 року у Мексиці.

## Кар'єра тренера
Розпочав тренерську кар'єру, ще продовжуючи грати на полі, 1992 року, увійшовши до тренерського штабу клубу «Янтра», де пропрацював з 1992 по 1993 рік.
Протягом тренерської кар'єри також очолював команди «Локомотив» (Софія), «Славія» (Софія), «Локомотив» (Пловдив), «Спартак» (Варна), «Черно море» та «Бероє», а також входив до тренерського штабу клубу «Літекс».
З 2019 року очолює тренерський штаб команди «Локомотив» (Софія).

## Титули і досягнення
- Чемпіон Європи (U-18): 1974
- Футболіст року в Болгарії: 1982